# Zostérops à ventre jaune
Zosterops luteus
Espèce
Statut de conservation UICN

 LC  : Préoccupation mineure
Le Zostérops à ventre jaune (Zosterops luteus) est une espèce de passereaux de la famille des Zosteropidae.

## Répartition
Cette espèce est endémique d'Australie. 

## Habitat
Il vit principalement dans les mangroves.